# Pfändungs- und Überweisungsbeschluss
Der Pfändungs- und Überweisungsbeschluss (kurz PfÜB) ist in Deutschland ein Rechtsinstitut der Zwangsvollstreckung im Zivilprozessrecht. Er wird auf Antrag vom Amtsgericht als Vollstreckungsgericht erlassen. Im öffentlichen Recht können Behörden für öffentlich-rechtliche Forderungen Pfändungs- und Einziehungsverfügungen selbst, d. h. ohne Anrufung des Gerichts erlassen.

## Zivilrecht
Für die Zwangsvollstreckung in Forderungen oder sonstige Vermögensrechte des Schuldners ist das Amtsgericht am allgemeinen Gerichtsstand des Schuldners als Vollstreckungsgericht zuständig, § 1 ZPO, § 27 GVG, § 764 Abs. 1, § 802, § 828 Abs. 1, Abs. 2, § 13 ZPO, § 7 BGB.
Die Pfändung bewirkt die Beschlagnahme der gepfändeten Forderung durch Schaffung eines Pfandrechts. Damit der Gläubiger die beschlagnahmte Forderung auch realisieren (d. h. in Geld verwandeln) kann, wird ihm die beschlagnahmte Forderung zur Einziehung überwiesen (darum: Pfändungs- und Überweisungsbeschluss, § 829 ZPO). Durch den Überweisungsbeschluss wird der Gläubiger gegenüber dem Drittschuldner berechtigt, die Forderung zu realisieren. Der Begriff der Überweisung ist somit nicht mit einer Banküberweisung zu verwechseln.
Überwiegend werden Geldforderungen des Schuldners gegenüber einem Dritten, dem sogenannten Drittschuldner, gepfändet. Dieser Drittschuldner kann z. B. der Arbeitgeber des Schuldners sein, gegen den dieser einen Anspruch auf Zahlung des Lohnes oder Gehaltes hat, oder das Kreditinstitut, bei dem der Schuldner ein Konto hat. Gepfändet wird in diesem Fall der Anspruch des Schuldners gegen die Bank auf Auszahlung des Guthabens.
Aber auch sonstige Ansprüche, beispielsweise der Anspruch auf Herausgabe einer bestimmten Sache, unterliegen der Pfändung. Ohne größere praktische Bedeutung ist die Pfändung so genannter drittschuldnerloser Rechte (dazu zählt z. B. der Anspruch aus dem Meistgebot auf Erteilung des Zuschlags im Rahmen einer Versteigerung).
Wenn die Voraussetzungen der Zwangsvollstreckung vorliegen, erlässt der Rechtspfleger am Vollstreckungsgericht auf Antrag des Gläubigers:
- den Pfändungsbeschluss, durch den die Beschlagnahme des Rechts verfügt, dem Schuldner die Einziehung, dem Drittschuldner die Leistung an den Schuldner verboten wird und
- einen Überweisungsbeschluss der Forderung zur Einziehung (die häufigste Variante) oder an Zahlung statt (weniger oft vorkommend, da für den Gläubiger mit Risiken verbunden).

### Inhalt des Beschlusses
Diese beiden Maßnahmen sind gewöhnlich in einem Beschluss, dem Pfändungs- und Überweisungsbeschluss, vereint. Der Gläubiger wird damit selbst zur Geltendmachung des gepfändeten Rechts ermächtigt.
Der Beschluss enthält unter anderem:
- die Nennung des Schuldners
- die Nennung des Gläubigers
- die Nennung des Drittschuldners
- die Angabe der Gläubigerforderung
- die Bezeichnung des gepfändeten Anspruchs
- die Kontoverbindung des Gläubigers
- den Ausspruch der Pfändung
- das Verbot an den Drittschuldner, an den Schuldner die gepfändete Forderung zu leisten (sog. Arrestatorium, § 829 Abs. 1 S. 1 ZPO)
- das Gebot an den Schuldner, sich jeder Verfügung über die Forderung, insbesondere ihrer Einziehung zu enthalten (sog. Inhibitorium, § 829 Abs. 1 S. 2 ZPO).

### Wirkung des Beschlusses
Mit der Zustellung des Pfändungs- und Überweisungsbeschlusses an den Drittschuldner wird die Pfändung wirksam. Zahlt der Drittschuldner nach Zustellung dennoch an den Schuldner, so hat dies in der Regel keine Erfüllungswirkung (§ 407 BGB). Zudem macht sich der Drittschuldner ggf. nach § 280 Abs. 1 BGB oder § 823 Abs. 2 BGB schadensersatzpflichtig. Ferner kann im Einzelfall eine Beihilfe zum Vereiteln der Zwangsvollstreckung gemäß § 288 Abs. 1, § 27 StGB vorliegen, die jedoch unabhängig von einem Arrestatorium strafbar ist, sofern eine Zwangsvollstreckung droht.
Die Zustellung erfolgt im Parteibetrieb, indem der Gläubiger einen zuständigen Gerichtsvollzieher mit der Zustellung beauftragt. Den Auftrag vermittelt die Gerichtsvollzieherverteilerstelle des Amtsgerichts, in dessen Bezirk die Zustellung erfolgt. Die Zustellung erfolgt regelmäßig zuerst an den Drittschuldner und dann an den Schuldner, damit dieser nicht vor Bewirkung der Pfändung noch rasch selbst die Forderung einzieht und so die Vollstreckung ins Leere gehenlässt. Aus diesem Grund ist der Schuldner auch nicht vor Erlass des Beschlusses zu hören (§ 834 ZPO).

### Regelungen zum Schutz des Schuldners
Die Pfändung von Lohn-, Gehalts- und ähnlichen Forderungen ist aus sozialen Gründen auf den pfändbaren Teil der Bezüge beschränkt. Wie hoch der pfändbare Teil ist, weist die Anlage zu § 850c ZPO, die so genannte Lohnpfändungstabelle, aus. Der pfandfreie Betrag bemisst sich hierbei unter anderem abhängig von den Unterhaltspflichten des Schuldners. Vollstreckt ein Gläubiger wegen Unterhaltsansprüchen, wird auf Antrag abweichend von der Lohnpfändungstabelle ein regelmäßig niedrigerer Pfandfreibetrag festgelegt. Eine Lohnpfändung gilt ohne weiteres auch für künftig anfallende Bezüge vom selben Drittschuldner. Die Pfändung bleibt selbst bei einer Unterbrechung des Arbeitsverhältnisses von bis zu 9 Monaten bestehen (§ 833 Abs. 2 ZPO).
Bei einem Kreditinstitut gepfändete Guthaben einer natürlichen Person dürfen erst vier Wochen nach Zustellung (§ 835 Abs. 3 Satz 2 ZPO) des Überweisungsbeschlusses an den Drittschuldner zu Gunsten des Gläubigers vom Institut geleistet werden, damit der Schuldner gegebenenfalls noch rechtzeitig die gerichtliche Freigabe von unpfändbaren Lohneingängen beantragen kann. Daneben gab es einen besonderen Kontenschutz für Sozialleistungen mit Lohnersatzfunktion (z. B. gesetzliche Renten): Eine Gutschrift auf das Konto des Berechtigten (§ 55 Abs. 1 Satz 1 SGB I), die auf einer solchen Leistung beruht hatte, war für die ersten 14 Tage (seit dem 1. Juli 2010; zuvor: 7 Tage) seit ihrer Gutschrift von einer Pfändung befreit, so dass der Schuldner trotz Kontenpfändung darüber verfügen konnte. Seit 1. Januar 2012 gibt es Pfändungsschutz nur noch bei einem P-Konto (§ 55 SGB I ist weggefallen). Woher das Guthaben auf dem P-Konto stammt, spielt seit 1. Januar 2012 keine Rolle mehr. Es ist daher beispielsweise egal, ob das Guthaben auf dem P-Konto auf Einkünfte aus einer selbständigen Tätigkeit, einer Angestelltentätigkeit oder auf Sozialleistungen zurückzuführen ist (§ 850k ZPO).

### Rechtsbehelfe
Als Vollstreckungsmaßnahme kann ein Pfändungs- und Überweisungsbeschluss – von wenigen Ausnahmen abgesehen – mit der Erinnerung § 766 ZPO gegen die Art und Weise der Zwangsvollstreckung angefochten werden. Zulässig sind hierbei aber nur solche Einwendungen, die die Voraussetzungen und das Verfahren der Zwangsvollstreckung selbst betreffen. Einwendungen gegen den Anspruch des Gläubigers sind im Vollstreckungsverfahren nicht zu berücksichtigen, da regelmäßig bereits ein Erkenntnisverfahren vorausgegangen ist, in welchem der Schuldner seine entsprechenden Einwendungen vorbringen konnte.

### Pfändungsfreigrenzen
Der Schuldner darf einen Teil seines monatlichen Nettoeinkommens behalten. Es bestehen Pfändungsfreigrenzen, die sich nach dem Nettoeinkommen und der Zahl der unterhaltsberechtigten Personen richten.
Diese gelten allerdings nur bei Wandlung in ein PSK (Pfändungsschutzkonto).

### Verfahrensablauf und Kosten
Das Verfahren zur Pfändung von Forderungen hat sich zu einem Massenverfahren entwickelt. Es hat sich daher als zweckmäßig erwiesen, dass die Gläubiger die Antragstellung in der Form durchführen, dass sie den gewünschten Beschluss bereits als fertigen Entwurf vorlegen, so dass, wenn dem Antrag entsprochen wird, das Gericht wenig Arbeitsaufwand für das Erstellen des Beschlusses hat. Seit dem 1. März 2013 ist es erforderlich, dass die Gläubiger für den Antrag auf Erlass eines Pfändungs- und Überweisungsbeschlusses ein verbindlich eingeführtes Formular verwenden, das auf der Internetseite des Bundesjustizministeriums heruntergeladen werden kann. Der Vordruck steht dabei in zwei Versionen zur Verfügung: einmal als Antrag auf Erlass eines Pfändungs- und Überweisungsbeschlusses insbesondere wegen gewöhnlicher Geldforderungen und zum andern als Antrag auf Erlass eines Pfändungs- und Überweisungsbeschlusses wegen Unterhaltsforderungen der speziell nur bei Unterhaltsforderungen zu verwenden ist. Für jeden Antrag auf Erlass des Pfändungs- und Überweisungsbeschlusses hat der Gläubiger grundsätzlich bei dem Vollstreckungsgericht einen Vorschuss in Höhe von 22,00 EUR zu entrichten, der bei Antragseingang fällig ist. Hinzu kommen später die Kosten für den Gerichtsvollzieher.

## Öffentliches Recht
Im öffentlichen Recht tritt an die Stelle eines Pfändungs- und Überweisungsbeschlusses die Pfändungs- und Einziehungsverfügung.
Die Vollstreckungsbehörde erlässt die Pfändungsverfügung selbst, benötigt also keinen richterlichen Beschluss. Da hierbei die Kontrolle durch ein unabhängiges Organ fehlt, ist bei Pfändungsverfügungen eine rechtliche Prüfung der Erlassvoraussetzungen dringend angeraten. Die sonstigen Voraussetzungen und Auswirkungen der Pfändungsverfügung sind mit denen des Pfändungs- und Überweisungsbeschlusses im Wesentlichen gleich.

## Arrestatorium
Das Arrestatorium ist die Anordnung des Vollstreckungsorgans (in diesem Fall der Rechtspfleger als Vollstreckungsgericht) im Rahmen der Zwangsvollstreckung an den Drittschuldner, dass er an seinen bisherigen Gläubiger aufgrund der gepfändeten Forderung nicht mehr zahlen darf. Solange ihm dies nicht zur Kenntnis gebracht wurde, genießt er den Schutz gemäß § 1275, § 407 BGB analog. Bei Zahlung an den Zwangsvollstreckungsschuldner wird er gegenüber dem Zwangsvollstreckungsgläubiger nicht von der Zahlung frei.
Beispiel: A klagt gegen B. Er gewinnt den Prozess und erhält einen Titel. Mittels Pfändungs- und Überweisungsbeschlusses, den er wegen des Titels beantragt, vollstreckt er durch Pfändung einer Forderung, die B gegen C hat. Mit dem Arrestatorium wird dem C verboten, an B zu zahlen.
Nach deutschem Recht ist das Arrestatorium in § 829 Abs. 1 Satz 1 ZPO genannt.
Diese Anordnung ist stets Teil des Pfändungs- und Überweisungsbeschlusses. Das Fehlen würde die Unwirksamkeit des Beschlusses begründen. Sie ergeht immer gemeinsam mit dem so genannten Inhibitorium.
Gegen das Arrestatorium ist kein isolierter Rechtsbehelf gegeben. Gegen den Pfändungs- und Überweisungsbeschluss in Gänze ist die Erinnerung nach § 766 ZPO (nur ausnahmsweise die sofortige Beschwerde nach § 793 ZPO) statthaft. Rechtsbehelfe können sowohl vom Drittschuldner als auch vom Zwangsvollstreckungsschuldner selbst geltend gemacht werden.